# 1984年世界大賽
1984年世界大賽是由代表美聯的底特律老虎與代表國聯的聖地牙哥教士在世界大賽中對決。最後由老虎4勝1敗打敗教士，拿下睽違18年的世界大賽冠軍。
這年世界大賽也是20世紀最後一次在國聯球隊主場採取指定打擊制度的系列賽。隔年的世界大賽更是完全捨棄指定打擊制。1986年起，大聯盟宣布指定打擊制只在美聯球隊主場實行。直到2023年起才完全改為指定打擊制。

## 總結
美聯 底特律老虎（4）- 國聯 聖地牙哥教士（1）
| 場次 | 比數           | 日期     | 地點            | 觀眾  |
| ---- | -------------- | -------- | --------------- | ----- |
| 1    | 老虎 3，教士 2 | 10月9日  | 約翰·墨菲體育場 | 57908 |
| 2    | 老虎 3，教士 5 | 10月10日 | 約翰·墨菲體育場 | 57911 |
| 3    | 教士 2，老虎 5 | 10月12日 | 老虎體育場      | 51970 |
| 4    | 教士 2，老虎 4 | 10月13日 | 老虎體育場      | 52130 |
| 5    | 教士 4，老虎 8 | 10月14日 | 老虎體育場      | 51901 |

## 逐場結果

### 第一戰：10月9日
加利福尼亞州，聖地牙哥，約翰·墨菲體育場
| 底特律老虎                                                                                             | 1 | 0 | 0 | 0 | 2 | 0 | 0 | 0 | 0 | 3 | 8 | 0 |
| 聖地牙哥教士                                                                                           | 2 | 0 | 0 | 0 | 0 | 0 | 0 | 0 | 0 | 2 | 8 | 1 |
| 勝投： 傑克·莫里斯（1–0） 敗投： Mark Thurmond（0–1） 全壘打： 老虎：Larry Herndon（5上,2分） 教士：無 |   |   |   |   |   |   |   |   |   |   |   |   |

老虎隊在一開賽便靠著盧·懷泰克和艾蘭·川默的連續安打搶下一分。5局上，Larry Herndon更是敲出逆轉2分砲。
傑克·莫里斯雖然在首局遭遇亂流失2分，不過他隨即回穩，成功完投9局送出9次三振拿下勝投。

### 第二戰：10月10日
加利福尼亞州，聖地牙哥，約翰·墨菲體育場
| 底特律老虎 | 3 | 0 | 0 | 0 | 0 | 0 | 0 | 0 | 0 | 3 | 7  | 3 |
| 聖地牙哥教士 | 1 | 0 | 0 | 1 | 3 | 0 | 0 | 0 | X | 5 | 11 | 0 |
| 勝投： Andy Hawkins（1–0） 敗投： Dan Petry（0–1） 救援成功： Craig Lefferts（1） 全壘打： 老虎：無 教士：Kurt Bevacqua（5下,3分） |   |   |   |   |   |   |   |   |   |   |    |   |

老虎隊依舊維持開賽好手感，第一局便敲出5支安打外加高飛犧牲打拿下3分。
雖然開局陷入落後，不過教士隊並未就此放棄。他們在1、4兩局都靠著安打和滾地球拿下2分，5局下，Kurt Bevacqua敲出致勝3分砲，一棒逆轉戰局。
老虎隊雖然開局獲得3分，不過教士隊中繼投手Andy Hawkins主投5.1局僅被敲出1支安打，後援的Craig Lefferts更是3局投球送出5次三振，教士隊成功扳平戰局。

### 第三戰：10月12日
密西根州，底特律，老虎體育場
| 聖地牙哥教士 | 0 | 0 | 1 | 0 | 0 | 0 | 1 | 0 | 0 | 2 | 10 | 0 |
| 底特律老虎 | 0 | 4 | 1 | 0 | 0 | 0 | 0 | 0 | X | 5 | 7  | 0 |
| 勝投： Milt Wilcox（1–0） 敗投： Tim Lollar（0–1） 救援成功： 威利·赫南德茲（1） 全壘打： 教士：無 老虎：Marty Castillo（2下,2分） |   |   |   |   |   |   |   |   |   |   |    |   |

Tim Lollar在第一局便投出2次保送，雖然沒有丟分，但也出現了控球不穩的隱憂。
2局下，Lollar果然遭遇亂流，單局丟出2次保送、1次暴投，還被Marty Castillo敲出2分砲，老虎隊打下4分大局。
Milt Wilcox主投6局送出4次三振失1分，加上老虎的打線發威，成功拿下第三場的勝利。

### 第四戰：10月13日
密西根州，底特律，老虎體育場
| 聖地牙哥教士 | 0 | 1 | 0 | 0 | 0 | 0 | 0 | 0 | 1 | 2 | 5 | 2 |
| 底特律老虎 | 2 | 0 | 2 | 0 | 0 | 0 | 0 | 0 | X | 4 | 7 | 0 |
| 勝投： 傑克·莫里斯（2–0） 敗投： Eric Show（1–1） 全壘打： 教士：Terry Kennedy（2上,1分） 老虎：艾蘭·川默 2（1下,2分、3下,2分） |   |   |   |   |   |   |   |   |   |   |   |   |

艾蘭·川默在這場比賽維持好手感，首打席便敲出2分砲，而Terry Kennedy在2局上回敬一發陽春砲。
3局下，川默又敲出一支2分砲，一個人就包辦全隊所有的打點。加上投手傑克·莫里斯又演出一次完投勝，老虎隊只差1勝便可封王。

### 第五戰：10月14日
密西根州，底特律，老虎體育場
| 聖地牙哥教士 | 0 | 0 | 1 | 2 | 0 | 0 | 0 | 1 | 0 | 4 | 10 | 1 |
| 底特律老虎 | 3 | 0 | 0 | 0 | 1 | 0 | 1 | 3 | X | 8 | 11 | 1 |
| 勝投： Aurelio López（1–0） 敗投： Andy Hawkins（1–1） 救援成功： 威利·赫南德茲（2） 全壘打： 教士：Kurt Bevacqua（8上,1分） 老虎：柯克·吉卜森 2（1下,2分、8下,3分）、蘭斯·帕里許（7下,1分） |   |   |   |   |   |   |   |   |   |   |    |   |

Mark Thurmond只投了0.1局就被敲出5支安打失3分，不過教士隊派出一戰封神的Andy Hawkins成功止血。
2到4局，老虎隊依舊突破不了Hawkins。反倒是教士隊在3、4兩局搶下3分成功追平比分。
5局下，Hawkins在一出局一二壘有人時退場，接替的Craig Lefferts沒有守住，被敲出高飛犧牲打讓老虎隊取得一分領先。
7局下和8局上，蘭斯·帕里許和Kurt Bevacqua都分別敲出全壘打，因此兩隊還是維持1分差距。
8局下，柯克·吉卜森敲出一發3分砲，這是他在本場比賽的第二轟，不僅幫助老虎擴大領先，也幾乎宣告教士輸球。
9局上，威利·赫南德茲連續讓Alan Wiggins和湯尼·關恩出局，收下救援成功，老虎隊以4勝1敗封王。

## 焦點球員
老虎
- 艾蘭·川默：世界大賽打擊率4成50，敲出9支安打和2轟為全隊最多，另有6分打點。

- 柯克·吉卜森：世界大賽打擊率3成33，敲出6支安打、2轟和全隊最高的7分打點，還有3次盜壘成功。

- Larry Herndon：世界大賽打擊率3成33，第一場敲出致勝全壘打。

- 傑克·莫里斯：世界大賽先發2場都是完投勝，防禦率為2.00。

教士
- Kurt Bevacqua：世界大賽打擊率4成12，敲出7支安打包含2支全壘打，4分打點為全隊最高。第二場敲出致勝全壘打。

- Alan Wiggins：世界大賽打擊率3成64，敲出全隊最多的8支安打。

- Terry Kennedy：世界大賽僅敲出4支安打，不過包含1轟和3分打點。

- Andy Hawkins：世界大賽出賽3場，12局投球送出6次三振僅失1分。

## 外部連結
- Almanac網站上關於1984年世界大賽的頁面（页面存档备份，存于）
- MLB官網裡的1984年世界大賽頁面（页面存档备份，存于）
- Reference網站上關於1984年世界大賽的頁面（页面存档备份，存于）
- 1984年世界大賽逐場比賽結果以及每一球詳細紀錄[]